# Gayan
Gayan é uma comuna francesa na região administrativa de Occitânia, no departamento dos Altos Pirenéus. Estende-se por uma área de 2,78 km². Em 2010 a comuna tinha 283 habitantes (densidade: 101,8 hab./km²).